# Macrosiphum raysmithi
Macrosiphum raysmithi är en insektsart som beskrevs av Hille Ris Lambers 1966. Macrosiphum raysmithi ingår i släktet Macrosiphum och familjen långrörsbladlöss. Inga underarter finns listade i Catalogue of Life.